# Max Schlotte

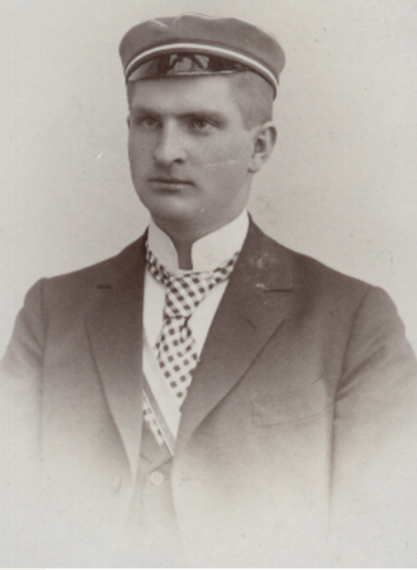
Max Schlotte 1900 im Couleur der Leipziger B! Dresdensia

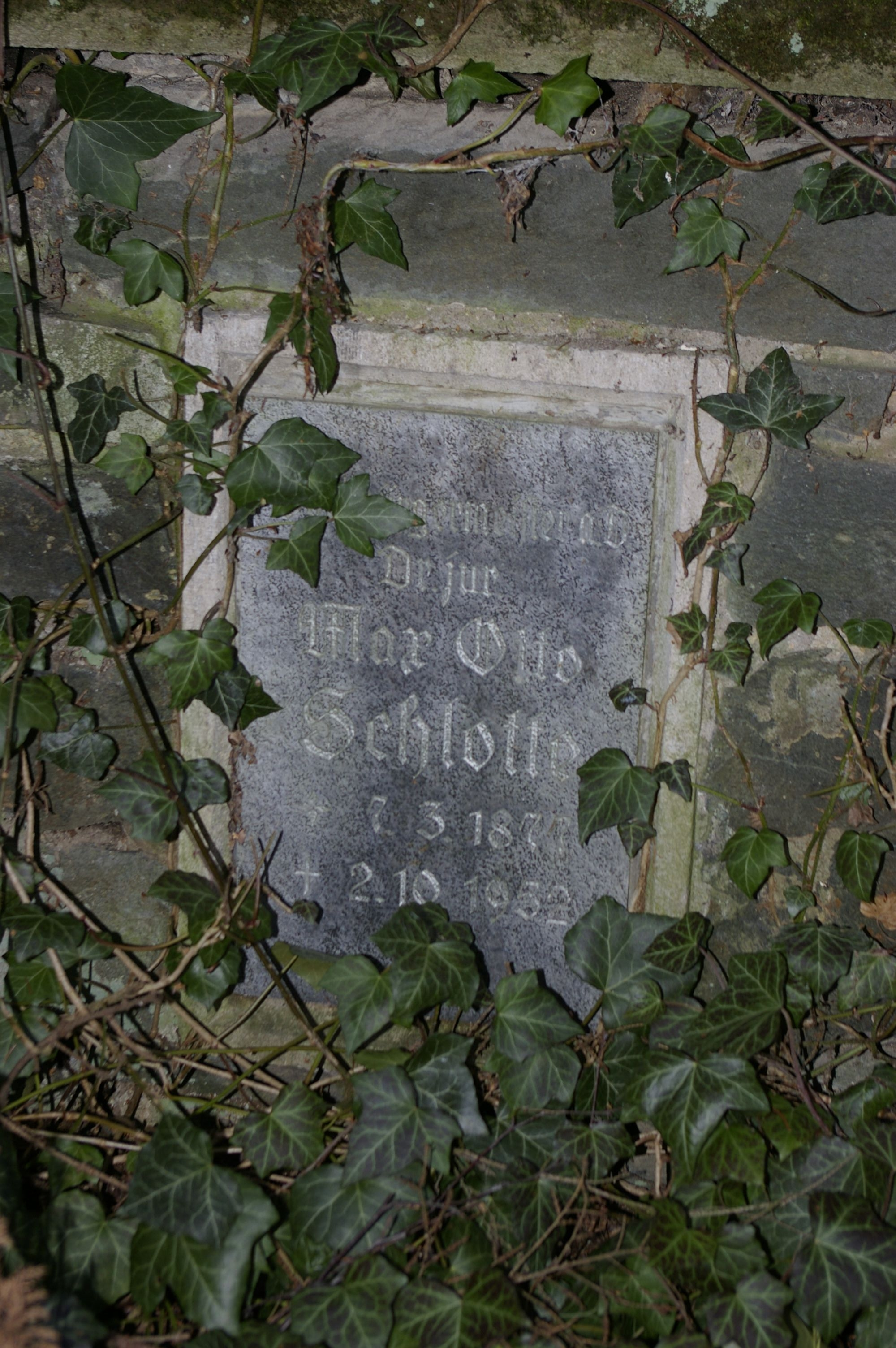
Grab auf den Hauptfriedhof in Plauen

Max Otto Schlotte (* 7. März 1877 in Chemnitz; † 2. Oktober 1952 in Plauen) war ein deutscher Jurist und Kommunalpolitiker, der als Oberbürgermeister der Stadt Plauen im Vogtland Bedeutung erlangte.

## Leben
Schlotte legte Ostern 1897 am Gymnasium in Chemnitz sein Abitur ab. Im Sommersemester 1897 begann er ein Studium der Rechtswissenschaft an der Ruprecht-Karls-Universität Heidelberg. Vom 1. Oktober 1897 bis zum 20. September 1898 absolvierte er seinen Militärdienst als Einjährig-Freiwilliger beim 2. königlich sächsischen Feldartillerie-Regiment Nr. 28. Nach seiner Entlassung ging er zur Fortsetzung seines Studiums an die Universität Leipzig und wurde am 25. Oktober 1898 bei der Leipziger Burschenschaft Dresdensia aktiv.
1902 schloss er sein erstes juristisches Staatsexamen in Leipzig ab und promovierte 1902 mit der Dissertation Die juristische Natur der Reederei zum Dr. jur. Nach dem zweiten Staatsexamen arbeitete er 1906 als Ratsassessor und später als Stadtamtmann in Chemnitz. Von 1912 bis 1919 war er Bürgermeister von Kirchberg.
Mit Ausbruch des Ersten Weltkriegs wurde er in seinem Regiment reaktiviert und kam an der Westfront zum Einsatz. Als Hauptmann der Reserve fungierte er als Batterieführer und wurde dabei mehrfach ausgezeichnet.
Am 3. September 1919 erfolgte seine Wahl in den Stadtrat von Plauen und am 9. September 1922 die Wahl als Stadtrat zum Polizeidirektor und 3. Bürgermeister. Ab 1932 war er parteiloser Oberbürgermeister von Plauen. Am 8. März 1933 besetzte die SS unter Führung der NSDAP-Stadtverordneten das Rathaus von Plauen und forderten ihn auf, sein Amt zur Verfügung zu stellen, das noch am selben Tag dem Stadtbaurat Eugen Wörner (NSDAP) übertragen wurde. Am 1. August 1933 trat Schlotte in den einstweiligen Ruhestand.
1945 wurde Schlotte erneut Oberbürgermeister von Plauen, bis er von einem KPD-Funktionär abgelöst wurde und anschließend im Alter von 68 Jahren nochmals in den Justizdienst eintrat, wo er später Landgerichtsdirektor in Plauen wurde. Am 2. Oktober 1952 starb Max Schlotte in Plauen. Sein Grab befindet sich auf dem Hauptfriedhof der Stadt Plauen.
In erster Ehe war er mit Gertrud geb. Mehr verheiratet, nach deren Tod in zweiter Ehe mit Susanne geb. Guhne. Max Schlotte hat eine Tochter Ingeborg (* 1918), die 1939 Dr. Saatz heiratete.

## Auszeichnungen
- 1914: Eisernes Kreuz II. und I. Klasse
- 9. November 1915: Ritterkreuz des königlich sächsischen Militär-St.-Heinrichs-Ordens[2]
- Ritterkreuz II. Klasse des königlich sächsischen Albrechts-Ordens mit Schwertern
- herzoglich braunschweigisches Kriegsverdienstkreuz
- 1918: Verwundetenabzeichen in Schwarz

## Schriften (Auswahl)
- Die juristische Natur der Reederei. Leipzig 1902. (Dissertation)